# Sylvilagus insonus
Espèce
Statut de conservation UICN

 DD  : Données insuffisantes
Sylvilagus insonus est une espèce de lapins vivant au Mexique, en danger de disparition. C'est un mammifère de la famille des Leporidae.

## Statut de conservation
À l'occasion d'une expédition menée entre 2020 et 2022, des chercheurs ont redécouvert cette espèce au Mexique dans la zone de la Sierra Madre del Sur grâce à l'aide des populations et de chasseurs locaux. Cette expédition faisait partie d'un programme plus vaste de re-découverte d'espèces considérées comme éteintes, qui n'avaient pas été documentées depuis au moins dix ans, menée par l'organisme Re:Wild,.